# Câu lạc bộ bóng chuyền Thể Công
Câu lạc bộ Bóng chuyền Thể Công, hay còn được gọi là Câu lạc bộ Bóng chuyền Thể Công Tân Cảng vì lí do tài trợ là một câu lạc bộ bóng chuyền nam chuyên nghiệp thuộc biên chế Quân đội, có trụ sở ở Hà Nội, Việt Nam và được điều hành bởi Trung tâm Thể dục Thể thao Quân đội. Hiện đội bóng đang thi đấu tại Giải Vô địch bóng chuyền Quốc gia Việt Nam. Thể Công là một trong những đội bóng chuyền nam có thành tích tốt nhất với 4 lần vô địch quốc gia cùng 4 lần vô địch lượt đi. Thể Công là đội bóng chuyền nam duy nhất tham gia đủ 21 mùa Giải Vô địch bóng chuyền Quốc gia Việt Nam tính từ năm 2004 đến 2024. Tại giải VĐQG năm 2024, sau khi thi đấu vòng tròn, Thể Công	thi đấu	8 trận, thắng 6	trận, đạt 19 điểm với tổng số 21 set thắng và 7 set thua, xếp thứ 3 tại	vòng tròn và là 1 trong 4 đội thi đấu vòng chung kết. Đội giành hạng 3 chung cuộc mùa giải 2024.

## Thành tích
Tại Giải bóng chuyền vô địch quốc gia Việt Nam:
| Giải đấu                                   | Giải đấu | Position | Số đội | Số trận | Thắng | Thua |
| Giải bóng chuyền vô địch quốc gia Việt Nam | 2004     | Á Quân   | 12     | -       | –     | –    |
| Giải bóng chuyền vô địch quốc gia Việt Nam | 2005     | Vô địch  | 12     | -       | –     | –    |
| Giải bóng chuyền vô địch quốc gia Việt Nam | 2006     | Á Quân   | 12     | -       | –     | –    |
| Giải bóng chuyền vô địch quốc gia Việt Nam | 2007     | Vô địch  | 12     | -       | –     | –    |
| Giải bóng chuyền vô địch quốc gia Việt Nam | 2008     | Á Quân   | 12     | -       | –     | –    |
| Giải bóng chuyền vô địch quốc gia Việt Nam | 2009     | Hạng 4   | 12     | -       | –     | –    |
| Giải bóng chuyền vô địch quốc gia Việt Nam | 2010     | Hạng 4   | 12     | -       | –     | –    |
| Giải bóng chuyền vô địch quốc gia Việt Nam | 2011     | Hạng 3   | 12     | -       | –     | –    |
| Giải bóng chuyền vô địch quốc gia Việt Nam | 2012     | Hạng 3   | 12     | -       | –     | –    |
| Giải bóng chuyền vô địch quốc gia Việt Nam | 2013     | Á Quân   | 12     | -       | –     | –    |
| Giải bóng chuyền vô địch quốc gia Việt Nam | 2014     | Vô địch  | 12     | -       | –     | –    |
| Giải bóng chuyền vô địch quốc gia Việt Nam | 2015     | Hạng 5   | 11     | -       | –     | –    |
| Giải bóng chuyền vô địch quốc gia Việt Nam | 2016     | Vô địch  | 11     | -       | –     | –    |
| Giải bóng chuyền vô địch quốc gia Việt Nam | 2017     | Á Quân   | 12     | -       | –     | –    |
| Giải bóng chuyền vô địch quốc gia Việt Nam | 2018     | Á Quân   | 10     | -       | -     | -    |
| Giải bóng chuyền vô địch quốc gia Việt Nam | 2019     | Hạng 5   | 10     | -       | -     | -    |
| Giải bóng chuyền vô địch quốc gia Việt Nam | 2020     | Hạng 5   | 10     | -       | -     | -    |
| Giải bóng chuyền vô địch quốc gia Việt Nam | 2021     | Á Quân   | 10     | 9       | 6     | 3    |
| Giải bóng chuyền vô địch quốc gia Việt Nam | 2022     | Hạng 8   | 11     | 7       | 2     | 5    |
| Giải bóng chuyền vô địch quốc gia Việt Nam | 2023     | Hạng 3   | 10     | 11      | 8     | 3    |
| Giải bóng chuyền vô địch quốc gia Việt Nam | 2024     | Hạng 3   | 9      | 10      | 7     | 3    |
| Giải bóng chuyền vô địch quốc gia Việt Nam | 2025     |          | 8      |         |       |      |

Tại Giải bóng chuyền cúp Hoa Lư:
- Vô địch các mùa giải: 2004
- Á quân các mùa giải: 2012, 2013, 2015, 2018, 2021
- Hạng ba các mùa giải: 2009, 2014, 2016, 2017, 2022, 2024, 2025

Tại Giải bóng chuyền cúp Hùng Vương:
- Vô địch các mùa giải: 2005, 2006, 2007
- Á quân các mùa giải: 2009, 2012
- Hạng ba các mùa giải: 2013, 2016, 2017, 2021, 2023, 2024, 2025

## Danh sách VĐV

### Đội hình tuyến 1
Danh sách cập nhật tháng 7/2024
- Huấn luyện viên:  Thái Anh Văn
- Trợ lý:  Bùi Văn Tích, Hoàng Văn Phương, Nguyễn Duy Khánh

| Số áo | Tên                 | Vị trí     | Chiều cao (cm) | Năm sinh |
| ----- | ------------------- | ---------- | -------------- | -------- |
| 1     | Phạm Mạnh Tài       | Phụ công   | 185            | 1997     |
| 2     | Phạm Thanh Tùng     | Phụ công   | 201            | 2001     |
| 3     | Cao Đức Hoàng       | Libero     | 183            | 1998     |
| 4     | Phan Quý Chi        | Libero     | 175            | 2003     |
| 5     | Nguyễn Văn Quốc Duy | Đối chuyền | 187            | 2001     |
| 6     | Vũ Văn Lân          | Chủ công   | 191            | 2004     |
| 7     | Nguyễn Văn Nam      | Chủ công   | 190            | 1996     |
| 8     | Nguyễn Xuân Thanh   | Chuyền hai | 188            | 1990     |
| 9     | Hà Mạnh Hùng        | Chủ công   | 186            | 1999     |
| 10    | Kittithad Nuwaddee  | Chủ công   | 187            | 1998     |
| 11    | Nguyễn Vũ Hoàng     | Phụ công   | 190            | 1992     |
| 12    | Vũ Xuân Ngọc        | Phụ công   | 195            | 2004     |
| 14    | Phan Công Đức       | Chuyền hai | 185            | 2003     |
| 16    | Phạm Xuân Sinh      | Chủ công   | 188            | 2005     |
| 17    | Nguyễn Văn Hạnh     | Đối chuyền | 196            | 1989     |
|       | Hồ Hữu Tiến         | Phụ công   | 193            | 1993     |
|       | Trịnh Ngọc Đạt      | Đối chuyền | 196            | 2005     |
|       | Dương Đức Hải       | Libero     | 180            | 2005     |

### Đội hình tuyến 2
Danh sách cập nhật tháng 6/2024
- Huấn luyện viên:  Nguyễn Thanh Đức
- Trợ lý:  Ngô Duy Quang, Nguyễn Duy Khánh

| Số áo | Tên                | Vị trí     | Chiều cao (cm) | Năm sinh |
| ----- | ------------------ | ---------- | -------------- | -------- |
| 1     | Trần Mạnh Hùng     | Phụ công   | 184            | 2005     |
| 5     | Nguyễn Hữu Trình   | Chuyền hai | 185            | 2005     |
| 6     | Trương Công Nguyên | Chủ công   | 182            | 2006     |
| 7     | Lê Anh Dũng        | Phụ công   | 185            | 2006     |
| 8     | Phạm Duy Khánh     | Libero     | 185            | 2008     |
| 9     | Đỗ Duy Anh         |            | 182            | 2006     |
| 11    | Nguyễn Hải Quân    | Libero     |                | 2009     |
| 12    | Trần Đại Lộc       |            | 185            | 2007     |
| 15    | Trịnh Ngọc Đạt     | Đối chuyền | 196            | 2005     |
| 16    | Phạm Xuân Sinh     | Chủ công   | 188            | 2005     |
| 17    | Đỗ Quang Huy       | Phụ công   | 187            | 2006     |
| 18    | Vũ Đức Duy         |            | 184            | 2007     |
| 19    | Hoàng Tuấn Minh    |            | 185            | 2007     |
| 20    | Dương Đức Hải      | Libero     | 180            | 2005     |

## Tên gọi
Sáng ngày 23/3/2023 tại Hà Nội, Tổng Công ty Tân Cảng Sài Gòn (TCSG), Quân chủng Hải quân và Trung tâm Thể dục Thể thao Quân đội đã tổ chức lễ ký kết hợp tác và ra mắt chính thức CLB Bóng chuyền Thể Công - Tân Cảng. 
Tham dự buổi lễ có các đồng chí: Thiếu tướng Bùi Hồng Quang, Phó Cục trưởng Cục Quân huấn, Bộ Tổng Tham mưu Quân đội Nhân dân Việt Nam; Chuẩn Đô đốc Phạm Văn Hùng, Phó Tham mưu trưởng Hải quân; Lê Trí Trường, Tổng thư ký Liên đoàn bóng chuyền Việt Nam; Đại tá Ngô Minh Thuấn, Tổng Giám đốc TCSG; Đại tá Ngô Ngọc Quang, Giám đốc Trung tâm TDTT Quân đội.
Sau buổi lễ ký kết hợp tác, CLB Bóng chuyền Thể Công chính thức có tên mới là CLB Bóng chuyền Thể Công Tân Cảng. 

## Nhà tài trợ năm 2025
- Tổng Công ty Tân Cảng Sài Gòn

## Đội hình chính thức
- Sau đây là đội hình Thể Công Tân Cảng tại Giải bóng chuyền vô địch quốc gia Việt Nam 2024

## Cập nhật kết quả giải VĐQG 2025
| Ngày       | Giải                                            | Nhà Thi đấu           | Tỉnh      | Vòng            | Đối thủ                 | Kết quả   |
| ---------- | ----------------------------------------------- | --------------------- | --------- | --------------- | ----------------------- | --------- |
| 23/3/2025  | Giải bóng chuyền vô địch quốc gia Việt Nam 2025 | Nhà thi đấu Đông Anh  | Hà Nội    | Vòng tròn 8 đội | Biên Phòng MB           | 0–3 thua  |
| 25/3/2025  | Giải bóng chuyền vô địch quốc gia Việt Nam 2025 | Nhà thi đấu Đông Anh  | Hà Nội    | Vòng tròn 8 đội | LP Bank Ninh Bình       | 3–1 thắng |
| 27/3/2025  | Giải bóng chuyền vô địch quốc gia Việt Nam 2025 | Nhà thi đấu Đông Anh  | Hà Nội    | Vòng tròn 8 đội | Công an TP. Hồ Chí Minh | 2–3 thua  |
| 29/3/2025  | Giải bóng chuyền vô địch quốc gia Việt Nam 2025 | Nhà thi đấu Đông Anh  | Hà Nội    | Vòng tròn 8 đội | Đà Nẵng                 | 3–0 thắng |
| 30/3/2025  | Giải bóng chuyền vô địch quốc gia Việt Nam 2025 | Nhà thi đấu Đông Anh  | Hà Nội    | Vòng tròn 8 đội | Lavie Long An           | 3–2 thắng |
| 10/10/2025 | Giải bóng chuyền vô địch quốc gia Việt Nam 2025 | Nhà thi đấu Ninh Bình | Ninh Bình | Vòng tròn 8 đội | Sanest Khánh Hòa        |           |
| 12/10/2025 | Giải bóng chuyền vô địch quốc gia Việt Nam 2025 | Nhà thi đấu Ninh Bình | Ninh Bình | Vòng tròn 8 đội | Hà Nội                  |           |